# Hoàng Xuân Hãn
Pour les articles homonymes, voir Hoang.
Hoàng Xuân Hãn (Đức Thọ, 3 mars 1909 - Orsay, 10 mars 1996) est un professeur de mathématiques, linguiste, historien et pédagogue vietnamien. 

## Biographie
Il est diplômé de l'École polytechnique (promotion 1930).
Il a été ministre de l'Éducation dans l'éphémère cabinet de 1945 de l'historien Trần Trọng Kim et il a rédigé et diffusé le premier programme d'éducation vietnamien,.
Comme beaucoup d'universitaires du gouvernement Trần Trọng Kim qui a duré cinq mois, Hãn est ensuite retourné à ses études universitaires. Il a été le premier historien vietnamien à étudier de façon exhaustive l'histoire des textes Chữ nôm par les Jésuites du XVIIe siècle, tels que Girolamo Maiorica (en) (1591–1656).

#### Sites Internet
- Hoàng-Xuân-Han (X 1930 ; 1909-1996), sur le site de la bibliothèque de l’École polytechnique.
- Un polytechnicien au cœur de la tourmente vietnamienne : Hoàng XuÂn Hãn (30), 1909-1996, sur le site de La Jaune et la Rouge.